# 古民
古民，是臺灣嘉義縣新港鄉的一個傳統地域名稱，位於該鄉中北部。相較於今日行政區，其範圍大致包括中庄村不含西部邊界地帶、大興村東北端、古民村不含東部凸出部分、海瀛村西部邊界地帶。

## 歷史
台灣日治初期，古民地區為一街庄（舊制街庄），稱為「古民庄」，隸屬於打貓西堡。該庄北與崙仔庄為鄰，東北與埤仔頭庄為鄰，東與海豐仔庄為鄰，東南邊為大潭庄，南邊為新港街，西邊為後庄。
1901年（日治明治三十四年）11月11日，全台設置二十廳，該庄隸屬於嘉義廳。1904年（明治三十七年）2月15日，該庄編入「大潭區」，隸屬於嘉義廳。1909年（明治四十二年）10月25日，全台整併二十廳為十二廳，該庄仍隸屬於嘉義廳。1910年（明治四十三年）1月18日，各區管轄區域調整，該庄改隸屬於嘉義廳的「新港區」。
1920年（大正九年）10月1日，全台廢十二廳改設五州二廳，該庄改制為「古民」大字，隸屬於臺南州嘉義郡新巷庄（新制街庄）。
戰後新巷庄改制為新港鄉，隸屬於臺南縣，大字亦改制為村。1950年（民國39年）10月25日，雲、嘉、南分治，新港鄉改隸屬於嘉義縣。

## 聚落
本地區發展較早的聚落有古民、中庄等，在日治期初期的官方地圖上已有記載。

## 交通
縣道145甲線是土庫至新港的道路，其南側端點位於本地區東北部邊界地帶的縣道157號路口。由此北行可前往雲林縣元長鄉東部、土庫鎮，並止於土庫圓環，也就是鄉道雲100線終點路口暨鄉道雲173線起點路口。
縣道157號是斗南至過溝的道路，經過本地區古民、中庄兩聚落之間。由該道路北行可前往溪口溪、雲林縣大埤鄉、大埤鄉/斗南鎮邊界，並止於斗南鎮市區南郊的省道台1線路口；南行可前往新港鄉新港市區、六腳鄉、朴子市、東石鄉東南端、布袋鎮北部的過溝，並止於省道台17線路口。
鄉道嘉74線是舊南港至新港的道路。

## 學校
- 新港藝術高中（部分）
- 古民國小